# Les Kurbas
Les Kurbas, rodným jménem Oleksandr-Zenon Stepanovyč Kurbas (ukrajinsky: Олександр-Зенон Степанович Курбас; 24. února 1887, Sambir – 30. listopadu 1937, Sandarmoh) byl ukrajinský filmový a zejména divadelní režisér, mnohými považován za nejvýznamnějšího ukrajinského divadelního režiséra 20. století a nejvýraznějšího představitele ukrajinské avantgardy. Jeho experimenty bývají řazeny k expresionismu. Je rovněž jednou z hlavních z hlavních postav tzv. popraveného obrození, tedy skupiny ukrajinských umělců a spisovatelů zlikvidovaných či umlčených během stalinských čistek 30. let 20. století. Kurbasovým hlavním uměleckým cílem bylo „přimět publikum, aby se cítilo více naživu“. Ovlivněn byl především učením Henri Bergsona a přístupy Maxe Reinhardta a Edward Gordona Craiga.

## Život
Narodil se v Sambiru, který byl tehdy součástí Rakouska-Uherska. Jeho otec měl litevský původ, matka rakouský. Matka i otec byli herci, hráli v divadle Ruska besida. Kromě Lesa, který byl prvním dítětem, měli další tři děti, avšak žádné z nich nepřežilo dobu dospívání.
Kurbas nejprve studoval na gymnáziu v Ternopilu. V roce 1907 se zapsal na Filozofickou fakultu Vídeňské univerzity, odkud v roce 1908 přestoupil na Lvovskou univerzitu, a to kvůli smrti svého otce - chtěl být blíže osamělé matce. Absolvoval roku 1910.
Byl veden snahou vyvést ukrajinskou kulturu z provincionalismu, do kterého upadla v důsledku stoleté okupace Polskem a Ruskem. Jeho snahy mířily zejména k divadlu. Během první světové války organizoval tzv. Ternopilské divadelní večery (1915–1916). V roce 1916 založil Molody Teatr (Mladé divadlo). Byl to první ukrajinský divadelní soubor, který experimentoval s moderním herectvím. Ovšem stejně tak se snažil o návrat k herectví antickému. Kurbas režíroval i hrál. K úspěchům Molodého teatru patřil například Gogolův Revizor nebo Sofoklův Král Oidipus. Kvůli nedostatku zdrojů a kvůli všeobecnému politickému chaosu na konci první světové války byl ovšem soubor rozpuštěn.
V letech 1916-1919 byl Kurbas rovněž profesorem Kyjevského hudebně-dramatického ústavu a později v letech 1926-1933 Charkovského hudebně-dramatického ústavu. V roce 1920 založil kyjevské činoherní divadlo Kijdramte. Nejúspěšnějším projektem zde byla hra Hajdamaks, adaptace básně Tarase Ševčenka o ukrajinském povstání proti polské okupaci v 18. století, s hudbou Reinholda Gliera. Inscenace bývá označována za nejvýznamnější ukrajinskou divadelní inscenaci 20. století.
Od roku 1922 Kurbas pracoval také pro Oděské filmové studio, kde režíroval filmy jako Švedskaja spička (1922), Arsenalcy (1925) a další.
V roce 1922 byly podmínky na nyní sovětské Ukrajině také již dostatečně stabilní, aby umožnily Kurbasovi v Kyjevě založit divadlo Berezil (v překladu „jaro“ nebo „nový začátek“). Přizval ke spolupráci malíře a scénografa Vadyma Mellera. Výrazově nespoutaná kresba, typická pro ranou Mellerovu tvorbu, dala inscenacím charakteristický expresionistický výraz. V roce 1925 byl Vadim Meller oceněn zlatou medailí za scénický návrh divadla Berezil na Exposition Internationale des Modernes v Paříži.
Berezil nebyl pouhým divadlem, ale i studijní a výzkumnou institucí. Vzniklo i několik poboček v dalších ukrajinských městech. Berezil přitahoval nejlepší herce své doby a formoval novou generaci: vzdělání zde získaly desítky budoucích ukrajinských herců a režisérů. Prošli tréninkem zahrnujícím celou řadu hereckých technik, rytmických cvičení, hlasové výchovy a kolektivních her. Kurbas usiloval o vědecké zakotvení každého vývojového stupně v Berezilu, což vedlo k pověstným nekonečným intelektuálním diskusím. V roce 1926 se Berezil přestěhoval do Charkova.
V prvních letech trpělo divadlo nedostatkem vhodných her. Kurbas sahal hlavně do zahraničí - Gas Georga Kaisera nebo Jimmy Higgins Uptona Sinclaira (obzvláště oceňovaná a průkopnická inscenace). V roce 1927 se ale Kurbas setkal s ukrajinským dramatikem Mykolou Kulišem. Kulišovy rané hry byly inscenovány jinými divadly strnulým sovětským realistickým způsobem, který se stal standardem v celém Sovětském svazu. Spolupráce s novátorem Kurbasem Kuliše proto nadchla. Pro soubor se ukázala jako šťastná i nešťastná. Inscenace jako Narodnyj Malachij (1928), Myna Mazajlo (1929) nebo Machena Grassa (1933) nastavily nové standardy v oblasti dramatické náročnosti, ale zároveň se dostaly do rozporu s oficiální sovětskou politikou. Kurbas byl přesto odhodlán pokračovat ve svém kurzu navzdory rostoucím hrozbám.
V roce 1930, těsně před uměle vyvolaným hladomorem na Ukrajině, byl Kurbas donucen inscenovat hru Dyktatura ukrajinského dramatika Ivana Mykytenka. Propagandistická hra byla pokusem ospravedlnit sovětskou politiku, která nakonec vedla k vyhladovění ukrajinského rolnictva a způsobila smrt několika milionů lidí. Kurbas však dokázal obrátit smysl hry. Tuto svou techniku nazval „překódování“. Z didaktické realistické zápletky vytvořil satirickou a tragickou operu. Úřady považovaly inscenaci za poslední Kurbasovu příležitost, jak se "zařadit". Svým podvratným pojetím však Kurbas zasadil smrtelnou ránu divadlu i sobě.
V roce 1933 byl Kurbas vyhnán z Berezilu. Bylo mu dovoleno odjet do Moskvy, kde byl hlavním tvůrcem slavné inscenace Krále Leara v divadle Solomona Michoelse. Později v roce 1933 byl zatčen a umístěn do pracovního tábora (stejně jako mnoho dalších kulturních osobností). I za těchto podmínek projevil svou neotřesitelnou lásku k divadlu. Jak později dosvědčil jeho přítel a konkurent Vsevolod Mejerchold, Kurbas zorganizoval v lágru táborové divadlo. Posléze byl ovšem přesunut do neblaze proslulého soloveckého gulagu. Patřil k jednomu ze „ztracených transportů“ vězňů v roce 1937. Nyní už je ovšem známo, že byl zastřelen 3. listopadu 1937 s dalšími 289 příslušníky ukrajinské inteligence na místě mnoha bolševických masakrů zvaném Sandarmoh v Karélii, objeveném až v roce 1997. Stejný osud a na stejném místě potkal i Kurbasova přítele Mykolu Kuliše.
V roce 1957 byl Kurbas rehabilitován.
Divadlo Berezil žilo dále pod názvem Ševčenkovo divadlo. Jeho vedoucí Marjan Kuršelnycky ho vedl až do 60. let, ale musel udělat mnoho uměleckých kompromisů. Kurbasova práce mohla být znovu zmiňována až od 60. let 20. století, skutečný výzkum přišel až koncem 80. let, převážně na Ukrajině.